# Pneumocistosi
La pneumocistosi è un'infezione provocata dal fungo Pneumocystis jirovecii (prima conosciuto come Pneumocystis carinii), responsabile di quasi la metà delle infezioni polmonari in casi di AIDS e immunosoppressione.

## Descrizione
L'esordio è insidioso, e può durare settimane prima delle iniziali violente manifestazioni cliniche: febbre, tosse, dispnea. Il fungo viene trasmesso attraverso le goccioline di Flügge, e, una volta pervenuto ai polmoni, vi si localizza, producendo una reazione di tipo essudàtivo.
La pneumocisti provoca danni all'epitelio bronchiolare e alveolare, con conseguente compromissione degli scambi respiratori: ciò causa dispnea ingravescente, ipossia con facile desaturazione dell'emoglobina a sforzi anche minimi.

## Terapia
La terapia prevede l'utilizzo di cotrimossazolo EV, generalmente associato a corticosteroidi.